# NGC 915
NGC 915 este o galaxie lenticulară situată în constelația Berbecul. A fost descoperită în 5 septembrie 1864 de către Albert Marth. Se află la o distanță de 132,07 de megaparseci de Pământ.